# اندیس کوه بیدو
کوه بیدو یک اندیس فلزی است که در حوالی شهر باغین استان کرمان قرار دارد و مادهٔ معدنی موجود در آن، سرب و روی است.  